# Slavko Nedić
Slavko Nedić (Tolisa, 31. srpnja 1959.) skladatelj, glazbenik, novinar i urednik.

## Životopis
Slavko Nedić rođen je u Tolisi, Bosanska Posavina gdje završava osnovnu školu. Gimnaziju pohađa u Bolu na otoku Braču. U Zagrebu 1981 godine upisuje Katolički Bogoslovni fakultet na kome je  1986. godine s temom Crkvena glazba i pjevanje u župskoj zajednici. 
Glazbom se bavi od rane mladosti, u 10 godini počinje svirati bas prim u tamburaškom orkestru, a pred kraj osnovne škole uči svirati gitaru i bubnjeve. Prvu je skladbu komponirao 1973. godine. Duhovnom glazbom se bavi od 1974. godine kada u dominikanskom sjemeništu u Bolu s grupom Akvinac počinje svirati na misi mladih. U početku u grupi svira bubnjeve, a kasnije gitaru, nastupa svake nedjelje na Misi mladih svirajući uglavnom prevedene inozemne duhovne skladbe te neke vlastite.
Dolaskom u  Zagreb 1980. godine nastavlja se aktivnije baviti glazbom, posebice duhovnom glazbom protkanom novijim glazbenim oblicima. Na festivalu duhovne glazbe Uskrs Fest nastupa od 1981. do 1989. godine. U tih 9 godina izvedeno je 18 njegovih skladbi od kojih je 6 dobilo neku od nagrada a jedna pohvalu za najoriginalniju skladbu, te je jedan od najuspješnijih skladatelja Uskrs festa. Prvi autorski nosač zvuka objavio je 1984. godine s grupom Karizma Pobjednici smrti nakladnik Glas Koncila. Tri godine kasnije, 1987. ponovno s grupom Karizma objavljuje i drugi album Ako sam već rijeka nakladnik Dominikanski provincijalat, Zagreb. Obje kazete sadrže skladbe duhovne tematike glazbeno protkane kombinacijom tradicionalnih crkvenih glazbenih oblika (crkvena polifonija) te novijim glazbenim stilovima (pop i simfo rock, šansona i new age).
Do sada je skladaoviše oko 180 skladbi (s duhovnom i drugom tematikom), te kao skladatelj, aranžer, glazbeni producent ili studijski glazbenik objavio više oko 70 nosača zvuka od kojih je velik broj baš iz područja novije duhovne glazbe: Kefa, Glasnici nade, Navještenje, Hosana, Ivo Fabijan, 5 D, Sanctus, Zbor mladih Marije Pomoćnice Knežija, Arabeske i grupa Misterij svi iz Zagreba, zatim VIS Jukić iz Sarajeva, grupa Alfa iz Novog Šehera, Anima i Stepinčeva mladež iz Koprivnice, Apostoli mira iz Mađareva, Davor Terzić iz Rovinja te grupa Tau iz Tolise. 
Kao glazbenik svirao ili surađivao u grupama Akvinac (bubnjevi, kasnije gitara), Propast (bas gitara), Grupa F (gitara), Karizma (bubnjevi, kasnije gitara te u zadnjoj postavi klavijature). U Dubrovniku osnovao grupu Angelus koja je osvojila prvo mjesto na Uskrs festu 1989. godine sa skladbom Smrt Njemu. Kao glazbenik surađivao i pomagao mnogim grupama na koncertima i turnejama. U grupi Kefa ovisno o potrebi svirao bubnjeve, gitaru, synt te bas gitaru. S grupom Dominik iz Splita 
svirao bubnjeve na njihovoj turneji po Njemačkoj 1986 godine te s grupom Tau kao zamjenski gitarista svirao godinu dana. Surađivao i s grupama Apostoli mira.
Pored duhovne glazbe skladao je i skladbe drugačijeg tekstualnog sadržaja od kojih je preko 30 objavljeno na raznim nosačima zvuka - uglavnom manje poznatih imena. 

## Glazbeno scenska djela
Pored skladbi komponirao je i nekoliko većih glazbenih djela: 
- Slike iz Hrvatske neoklasična suita u 24 stavka (objavljena 1997. godine)
- musical za djecu Zaljubljeno voće i povrće na tekst Ane Horvat (praizvedba svibanj 1999. godine);
- oratorij Trinaesti učenik na tekst Ivana Goluba;
- oratorij Na križu Križ na tekst Mate Marčinka;
- nedovršena rock opera Muka Kristova (započeta 1987. godine) prema istoimenoj drami pokojnog Rajmonda Kuparea, na libreto pokojnog Nenada Mirka Novakovića;
- suita Mojoj majci
- musical Sarajevski krug. Autor musicla je Edin Dino Zonić a Slavko Nedić je koautor glazbe u dvije te koautor aranžmana u 7 skladbi. Tekstove su napisali Rade Čikeš Medan, Edin Dino Zonić i Mustafa Tanović.
- glazba za kazališnu predstavu Prsten želja kazališta Žar ptica u režiji Borisa Kovačevića.
- Kao  aranžer s Emiliom Kutlešom radio je glazbu za dvije dječje kazališne predstave Iznenađenje (na tekst Zlatka Krilića)  i Šegrt Hlapić.

## Spisateljski rad i kolumne
Pored skladateljskog i obrađivačkog (aranžerskog) rada bavi se i pisanjem. Od 1996. godine je redoviti kolumnist u listu Status - glasilo HGU, u kome je do sad objavio oko 20 članaka. Većina je objavljena u kolumni Midi glazba koja govori o mogućnostima korištenja računala kao glazbenog studija. Od Božića 1997. godine pokrenuo je drugu stalnu kolumnu o novijim oblicima duhovne glazbe nazvanu Popularna duhovna glazba u Hrvatskoj koja predstavlja prvu sistematsku analizu duhovne glazbe u Hrvatskoj od šezdestih do danas. Do sad je objavljeno 6 nastavaka: Uvodni dio, Povijesni prikaz crkvene glazbe, Zanos šezdesetih i sedamdesetih, Osamdesete - prvi i drugi dio i Uskrs fest te prilog o božićnim pjesmama u Hrvatskoj. 
U listi za mlade Pogled jedno vrijeme imao stalnu glazbenu kolumnu SlaNe note u kojima je bavila  aktuelnim glazbena zbivanja u Hrvatskoj. 
Također je objavljivao tekstove i u listovima Mega Muzika, Glas Koncila, Spectrum, časopis Sveta Cecilija, Mi list mladih te Crkva u malom. 

## Hrvatski katolički radio
U lipnju 1998. godine na Hrvatskom katoličkom radiju HKR pokreće emisiju Sacro ritam koja se bavi duhovnom glazbom novijih glazbenih oblika. U kolovozu 1999. biva imenovan urednikom duhovne glazbe na istom radiju a u veljači 2000. postaje urednik glazbenog programa HKR-a. 
Pored uredničkog posla na HKR-u uređuje i vodi pored spomenute emisije Sacro ritam koja se emitira četvrtkom od 20,30 uređuje i vodi emisiju Novi zvuk utorkom od 15,10 u kojoj predstavlja nova izdanja hrvatske glazbene scene. 

## Organizacija koncereta i festivala
U suradnji s Centrom za kulturu Maksimir organizirao u lipnju 1999. godine prvi dvodnevni mega koncert duhovne glazbe na otvorenom pod nazivom Cro sacro u Maksimiru '99 koji je održan pod geslom "U Bogu je snaga i mir". Na koncertu je nastupilo oko 60 grupa i izvođača iz raznih krajeva Hrvatske i BiH te raznih vremenskih razdoblja (od šezdesetih do danas). Nakon dvije godine u istom prostoru organizira istu, ali jednodnevnu manifestaciju nazvanu Cro sacro Maksimir 2001. 
U čast 250-e emisje Sacro ritam organizira 10. srpnja 2003. godine do sad najveći radijski spektakl u Hrvatskoj, Cro sacro fest live koncert duhovne glazbe koji je u cijelosti održan u studijima Hrvatskog katoličkog radija. Koncert je počeo u 17,30 minuta i traja do 0:50 a nastupilo je oko 20 izvođača a koncert je direktno prenosilo 12 radio postaja iz Hrvatke i B i H. 
Kao organizator, član žirija ili savjetnik sudjelovao u oblikovanju mnogih festivala duhovne glazbe: Hodočašće u došašće u Pakracu, Duga Ludbreg, Krapina fest, Don Bosco fest i Zlatna harfa. Od samog početka, dakle od 1998. godine član organizacijskog odbora te prosudbene komisje Frama festa. Kao umjetnički je direktor vodi dva festivala duhovne glazbe: Stepinčeve note iz Koprivnice od osnutka (2004) godine te Uskrs fest na kojem je kao autor i izvođač sudjelovao od 1981 do 1989 godine zatim je sredinom 90-tih bio dugodišnji član ocjenjivačkih komisija a od 2002. godine i umjetnički direktor festivala. 

## Inicijative i akcije
Inicijator ponovnog otvaranja kategorije za duhovnu glazbu unutar diskografske nagrade Porin koja je od milja nazvanu Popularni Porin. Kategorija je pokrenuta  2000.-te godine a dobitnica prvog Popularnog Porina  je Željka Marinović s albumom Želim Ti dati najbolje čiji su nakladnici Mari, Glas koncila i HKR. 
Inicijator akcije MP3 za Papu koja se sastojala u ravnopravnom prezentiranju svih skladbi posvećenih trećem Papinom pohodu Hrvatskoj. 
Inicijator prvog susreta grupa i zborova mladih Naša Misa o organizaciji glazbe u liturgiji s mladima koje je u organizaciji HKR-a i Povjrenstva za mlade Zagrebačke nadbiskupije održano 6. ožujka 2004. u šatoru sestara Milosrdnica u Zagrebu. 

## Nakladnička djelatnost
Sredinom 90-tih u svojoj nakladničkoj kući Angelus objavio je desetak albuma. Dolaskom na Hrvatski katolički radio ponovno pokreće nakladničku djelatnosti glazbeno-duhovnih izdanja. U razdoblju od 2000-te godine, kada Slavko preuzima mjesto urednika HKR je objavio 31 album od kojih su dva nominirana a jedan je i osvojio nagradu Porin. 
Zajedno s Želimirom Babogredcem inicira osnivanje Cro sacro etikete koju pokreće Hrvatski katolički radio u suradnji i pod okriljem Croatia Recordsa. Cilje etikete je objavljivanje te bolja i konkretnija medijska i marketinška prezentacije cro sacro scene. Prvi album spomenute etikete je Uskrs fest 2004. 
U ljeto 2007. godine objavljuje album Čovjek i Bog iz Nazareta na kome Glumci u Zagvozdu Anja Šovagović-Despot, Bojana Gregorić-Vejzović, Sanja Marin, Ivo Gregurević, Goran Navojec i Vedran Mlikota recitiraju stihove Marka Pandurevića. Originalna glazba je komponirao Slavko Nedić. Album su na inicijativu zaklade Kap za slap objavila Cro sacro etiketa i Croatia Records.  
Član je Hrvatskog društva skladatelja - HDS te Hrvatske glazbene unije HGU.

## Pjesmarice
- Svi slavimo Gospodina Nakladnik edicija Duh i voda Jelsa (izašla u tri izdanja 1986., 1987. i 1995.)
- Uskrsna pjesmarica, pjesmarica klasičnih i pučkih hrvatskih usksrsnih popijevki s obrada za gitaru. Nakladnik Pan Music 1944.

Također kao redaktor i urednik izdanja potpisuje i pjesmarice: 
- Uskrs fest 2002.
- Uskrs fest 2003.
- Uskrs fest 2004.
- Uskrs fest 2005.
- Uskrs fest 2006.
- Uskrs fest 2007.
- Uskrs fest 2008.

## Diskografija
(samo mali dio objavljenih albuma)
Autorski albumi: 
- Karizma - Pobjednici smrti (1984.)
- Karizma - Ako sam većrijeka (1987.)
- Musical - Sarajevski krug (1996.)
- Slavko Nedić - Slike iz Hrvatske (1997.)
- Razni izvođači - Utakmica ljubavi (Himna 4 europskog kršćanskog nogometnog prvenstva) - promo singl Zagreb (2002.)
- Siniša Česi - Zahvali (2007.)
- Glumci u Zagvozdu - Čovjek i Bog iz Nazareta (2007.)

## Nagrade i priznanja
Popis nagrađenih skladbi s Uskrs festa: 
- 1981. Grupa F - Gospodine hvala (3. nagrada stručnog žirija)
- 1983. Karizma - Gospodin je (1. nagrada stručnog žirija)
- 1983. Mladi s Volovčice - Pobjednici smrti (3. nagrada stručnog žirija)
- 1983. Lidija i Karizma - Nemoj me ubit majko (1. nagrada publike)
- 1985. Karizma - Životni stol (5. nagrada stručnog žirija)
- 1987. Karizma - Svagdanja molitva (posebna pohvala za najoriginalniju skladbu)
- 1988. Studenti KBF - Večernji sonet (2. nagrada za ukupni dojam - Slavko je koautor aranžmana)
- 1989. Angelus - Smrt Njemu (1. nagrada stručnog žirija za glazbu)

nagrade na Frama festu za najslušanije skladbe s festivala: 
- Frama fest 2003 - Tau - Dobri otac (Slavko Nedić - fra Marijan Živković - Slavko Nedić)
- Frama fest 2003 - Apostoli mira - Povedi me (Siniša Česi - B. Sakač - Slađan Turković / Slavko Nedić)
- Frama fest 2004 - Misterij - za tebe (Ivan Gudelj - Ivan Gudelj - Slavko Nedić)
- Frama fest 2004 - Tau - U hladu cedra (Slavko Nedić - fra Marijan Živković - Slavko Nedić)

Nominacije za Porina: 
Autorske nominacije za diskografsku nagradu Porin: 
- Album Advent u novom ruhu Porin 2003 nominicija za najbolji album duhovne glazbe.
- Album Marko Pandurević i Slavko Nedić - Čovjek i Bog iz Nazareta - dobitnik Porina 2008 za najbolji album duhovne glazbe.

Uredničke nominacije za diskografsku nagradu Porin:
- Željka Marinović - Želim ti dati najbolje - dobitnik Porina 2001 u kategoriji "Najbolji album duhovne glazbe"
- Razni izvođači - Tvoje ljubavi sam žedan - 3 nominacije za Porina 2005
- Bruno Krajcar - Blagoslov - nominacija za Porina 2007 u kategoriji "Najbolji album duhovne glazbe"

Ostala priznanja:
- priznanje za 30 godina aktivnog i uspješnog bavljenja duhovnom glazbom na Uskrs festu 2004.

Priznanja i nagrade emisiji Sacro ritam
'Mega Muzika Awards powered by Fender'  za ukupni doprinos hrvatskoj popularno duhovnoj glazbi (2016)  
- 'Mega Muzika Awards powered by Fender'  za ukupni doprinos hrvatskoj popularno duhovnoj glazbi (2016)
- priznanje Hrvatskog društva katoličkih novinara za 20 godina postojanja
- brončani mikrofona nagrada Hrvatske udruge hrvatskih radijskih nakladnika (HURIN)